# RJ Mitte

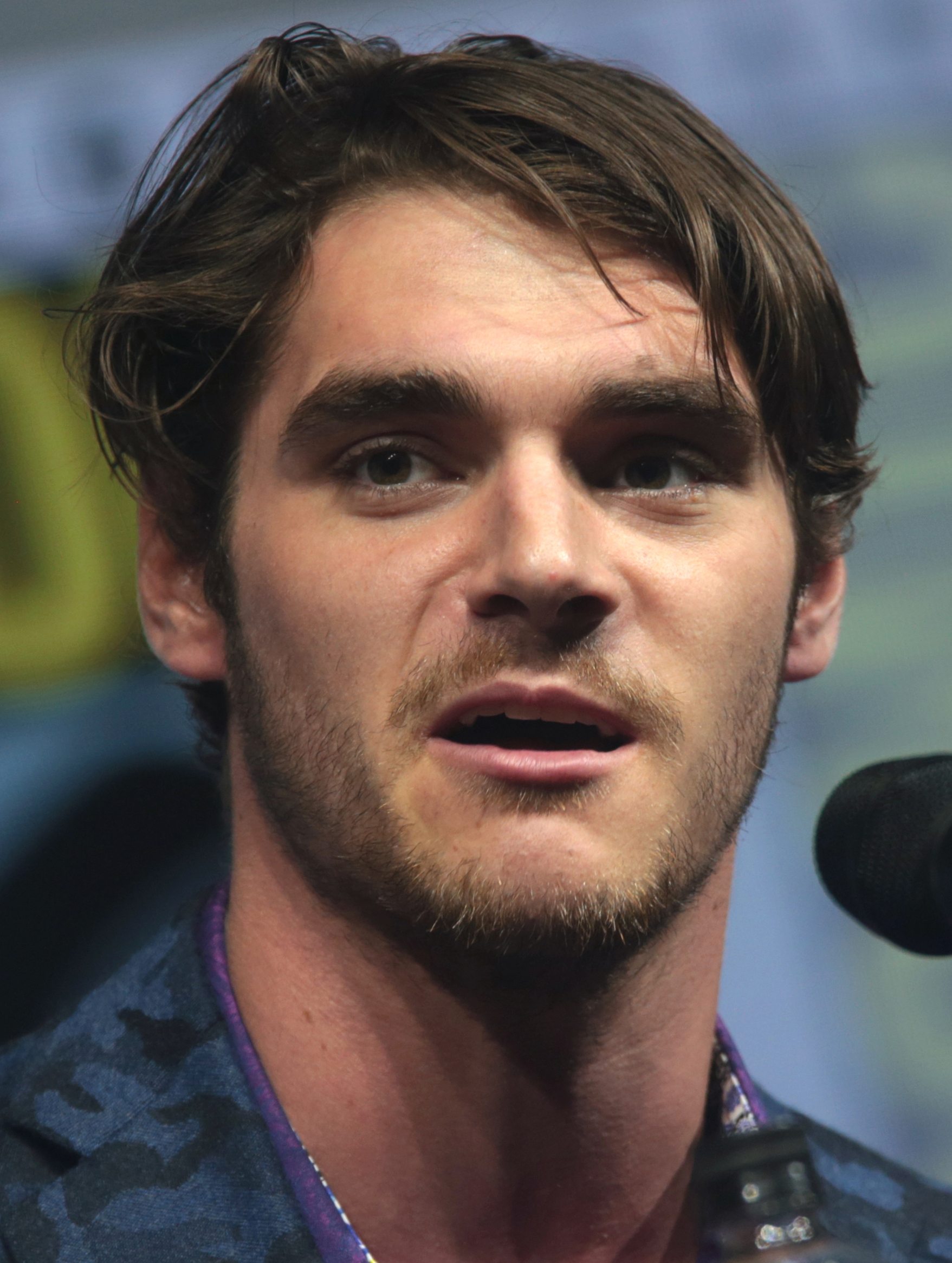
RJ Mitte auf der San Diego Comic Con 2018

Roy Frank „RJ“ Mitte III (* 21. August 1992 in Jackson, Mississippi) ist ein US-amerikanischer Schauspieler. Der an einer leichten Form der infantilen Zerebralparese erkrankte Schauspieler wurde international durch seine Rolle in der Fernsehserie Breaking Bad als Walter White, Jr. bekannt.

## Leben
RJ Mitte wurde im August 1992 in Jackson im US-Bundesstaat Mississippi geboren. Bei seiner Mutter musste ein Kaiserschnitt durchgeführt werden und er atmete während der Geburt nicht, was einen Gehirnschaden zur Folge hatte.
Roy Frank Mitte Jr. und Dyna Mitte, die sich später scheiden ließen, adoptierten ihn wenige Wochen nach seiner Geburt. Mitte musste während seiner Kindheit lange Zeit an Krücken gehen. 2006 zog er mit seiner Familie nach Los Angeles, wo seine jüngere Schwester Lacianne Carriere ein Angebot für eine Rolle in einem Filmprojekt erhalten hatte. Durch kleinere Statistenrollen, unter anderem in der Disney-Serie Hannah Montana, wurde sein Interesse an der Filmbranche geweckt und er entschloss sich, ebenfalls Schauspielunterricht zu nehmen. Kurz darauf wurde ihm die Rolle des Jugendlichen mit Zerebralparese, Walter White, Jr., in der AMC-Serie Breaking Bad angeboten, die er ab 2008 in fünf Staffeln spielte.
2011 spielte er im Horrorkurzfilm Stump mit. Im selben Jahr agierte er als ausführender Produzent der Dokumentation Vanished: The Tara Calico Story, die sich mit dem Verschwinden der seit 1988 in New Mexico vermissten Amerikanerin Tara Calico beschäftigt.
Mitte ist Sprecher der Kampagne Inclusion in the Arts and Media of Performers With Disabilities (I AM PWD) (englisch für: Inklusion von Künstlern mit Behinderungen in Kunst und Medien), die sich für Künstler mit Behinderung einsetzt.

## Filmografie
- 2007: Hannah Montana (Fernsehserie, Episode: Schooly Bully)
- 2008–2013: Breaking Bad (Fernsehserie, 53 Episoden)
- 2011: Stump (Kurzfilm)
- 2013: Vegas (Fernsehserie, Episode: Paiutes)
- 2013: House of Last Things
- 2013: Weird Science 2: Strange Chemistry
- 2013: Steel Panther: Party Like Tomorrow Is the End of the World (Explicit) (Kurzfilm)
- 2014: Switched at Birth (Fernsehserie, 9 Episoden)
- 2016: Robot Chicken (Fernsehserie, Episode: Food)
- 2017: Dixieland
- 2017: The Recall
- 2017: On Hiatus with Monty Geer (Fernsehserie, Episode: Morning Person)
- 2017: Mower Boy
- 2018: Time Share (Tiempo Compartido)
- 2018: This Close (Fernsehserie, Episode: Who We Are)
- 2018: Retired Cupid (Kurzfilm)
- 2018: River Runs Red
- 2019: Now Apocalypse (Fernsehserie, 2 Episoden)
- 2019: Standing Up for Sunny
- 2019: Carol of the Bells
- 2019: All the Little Things We Kill
- 2020: The Oak Room
- 2021: Triumph
- 2023: Unseen – Dunkle Macht (The Unseen)
- 2025: Westhampton

## Auszeichnungen und Nominierungen
Screen Actors Guild Awards
- 2012: Nominierung zusammen mit der restlichen Besetzung als Bestes Schauspielensemble in einer Dramaserie für Breaking Bad[4]
- 2013: Nominierung zusammen mit der restlichen Besetzung als Bestes Schauspielensemble in einer Dramaserie für Breaking Bad[5]
- 2014: Auszeichnung zusammen mit der restlichen Besetzung als Bestes Schauspielensemble in einer Dramaserie für Breaking Bad[6]

Young Artist Awards
- Young Artist Awards 2012: Nominierung als Bester wiederkehrender Schauspieler in einer Fernsehserie – zwischen 17 und 21 Jahren für Breaking Bad[7]

Media Access Award
- 2013: SAG-AFTRA Harold Russell Award für Breaking Bad[8]